# Bidjabidjan
Bidjabidjan è una città della Guinea Equatoriale. Si trova nella Provincia Kié-Ntem e ha 4.998 abitanti.